# منتزه ومحمية كاتماي الوطنية
منتزه ومحمية كاتماي الوطنية (بالإنجليزية: Katmai National Park and Preserve) هي حديقة وطنية أمريكية ومحمية طبيعية تقع في جنوب غرب ألاسكا، تشتهر بوادي تين ثاوزند سموك ودببة بنية. تشمل الحديقة والمحمية 4.093.077 فدانًا (6.395.43 ميل²؛ 16.564.09 كم²)، والتي تقع بين مناطق كونيتيكت ونيوجيرسي. معظم المنتزه عبارة عن مناطق برية وطنية. تمت تسمية الحديقة على اسم جبل كاتماي، الذي يحوي بركان ستراتوفولكانو. تقع الحديقة في شبه جزيرة ألاسكا على جانب جزيرة كودياك، مع المقر الرئيسي في كينغ سالمون، على بعد حوالي 290 ميلاً (470 كم) جنوب غرب أنكوريج. تم إنشاء المتنزه أول مرة باعتباره نصب تذكاري وطني في عام 1918 لحماية المنطقة المحيطة بالثوران البركاني في جبل نوفاروبتا عام 1912، والذي شكل وادي تين ثاوزند سموك، بمساحة 40 ميلًا مربعًا (100 كم²)، 100 إلى 700- تدفق للحمم البركانية بعمق القدم (30 إلى 213 م). تضم الحديقة ما يصل إلى 18 بركانًا، سبعة منها نشطة منذ عام 1900.
تم تحديد النصب تذكاري في البداية بسبب تاريخه البركاني، إلا أنه ظل غير مطور وغير مرغوب فيه إلى حد كبير حتى الخمسينيات من القرن الماضي. أصبح النصب التذكاري والأراضي المحيطة موضع تقدير بسبب تنوعها الواسع في الحياة البرية، بما في ذلك وفرة من سمك السلمون والدببة البنية التي تتغذى عليها. بعد سلسلة من التوسعات الحدودية، تم تحديث المنطقة باعتبارها حديقة ومحمية وطنية في عام 1980 بموجب قانون ألاسكا الوطني للحفاظ على الأراضي.

## أنظر أيضا
- حديقة هوت سبرينغس الوطنية
- حديقة دراي تورتوغاس الوطنية
- حديقة الجزيرة الملكية الوطنية
- حديقة ومحمية جريت ساند ديونز الوطنية
- حديقة فوياجرز الوطنية